# 比爾卡班巴區 (拉孔本西翁省)

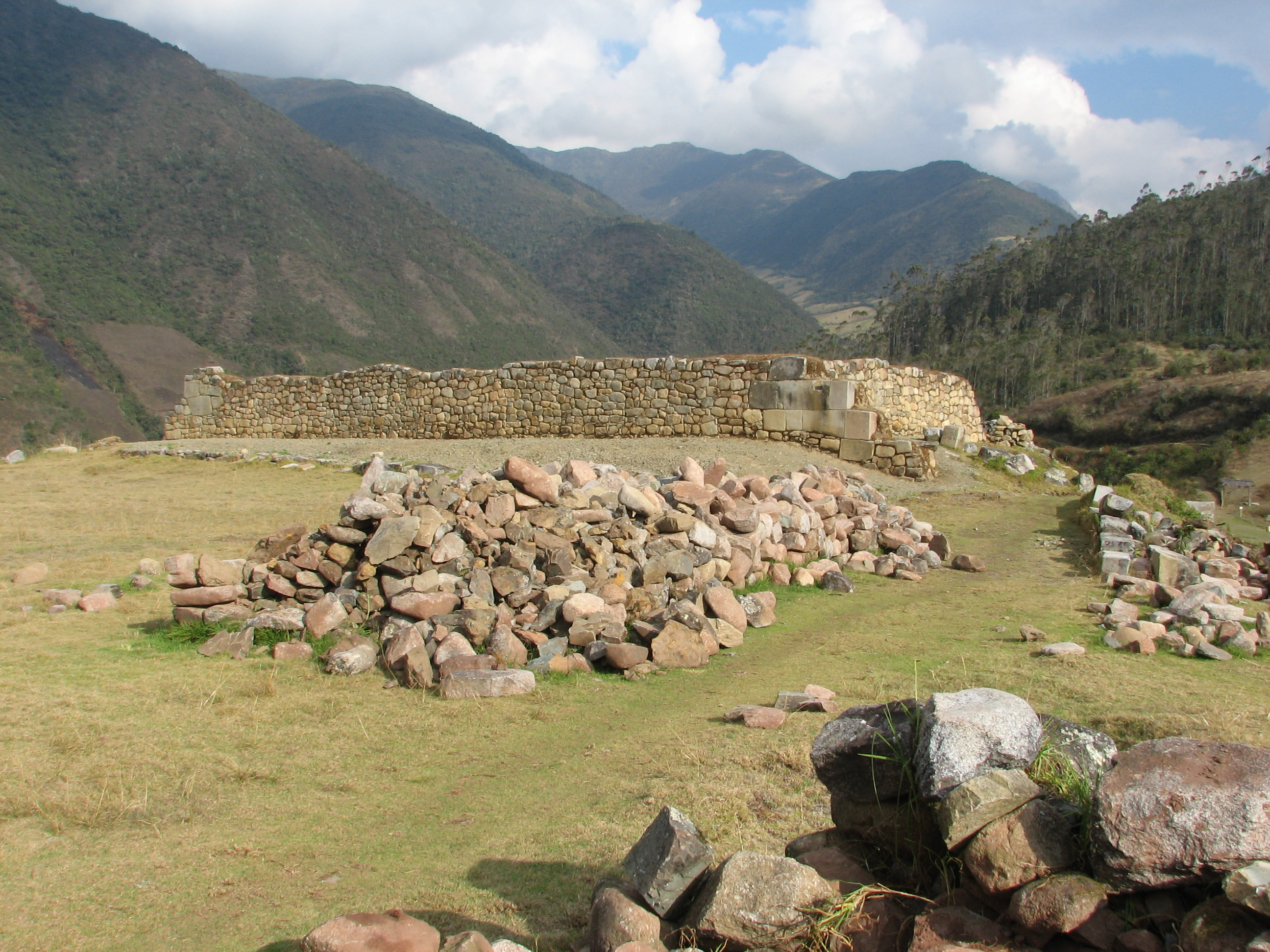

比爾卡班巴區（西班牙語：Distrito de Vilcabamba），是秘魯的一個區，位於該國南部庫斯科大區的拉孔本西翁省，始建於1857年1月2日，面積5,046.47平方公里，海拔高度2,650米，2005年人口18,274，人口密度每平方公里3.6人。